# Paraedwardsia cretata
Paraedwardsia cretata är en havsanemonart som först beskrevs av William Stimpson 1856.  Paraedwardsia cretata ingår i släktet Paraedwardsia och familjen Edwardsiidae. Inga underarter finns listade i Catalogue of Life.